# Cacostola flexicornis
Cacostola flexicornis là một loài bọ cánh cứng trong họ Cerambycidae.